# Aritmija
 Ovo je glavno značenje pojma Aritmija. Za druga značenja pogledajte Aritmija (razdvojba).
Aritmija znači nenormalni srčani ritam, a obično uključuje nepravilnosti u frekvenciji i redoslijedu što se može jasno vidjeti na EKG-u. Naziv aritmija nije pravilan jer doslovno prevedeno znači "bez ritma" - umjesto riječi "aritmija" prikladniji je naziv "disritmija", međutim on se ne upotrebljava nego se rabi naziv aritmija. Sve aritmije, a pogotovo one kronične mogu biti opasne. Nepravilnim radom srca ono ne obavlja svoju funkciju zadovoljavajuće, što šteti organizmu, a osim toga, srce se opterećuje, ugrožava samo sebe i može doći do razvoja ozbiljnijeg oštećenja srčanog mišića. Kronična aritmija može oštetiti i oslabiti srčani mišić.

## Etiologija
Aritmije nastaju zbog nenormalnog stvaranja ili provođenja impulsa. Mogu se javiti i kod normalnog zdravog srca - ektopički udarci, atrijske fibrilacije, ventrikularne i supraventrikularne aritmije mogu se javiti i kod potpuno zdravih ljudi. Aritmije mogu uzrokovati psihološki uzroci, bolest ili neki lijekovi. Aritmija može biti tahikardija tj. ubrzani rad srca, obično iznad 100 otkucaja u minuti, ili usporenje rada srca koje se zove bradikardija, a počinje kada se brzina rada srca smanji ispod 60 otkucaja u minuti. Normalni uzroci tahikardije jesu emocionalna uzbuđenost, tjelesni napor, vrućica ili stres. Bradiaritmija se normalno pojavljuje tijekom sna. Najčešća bolesna stanja koja uzrokuju aritmije jesu akutni infarkt srca (80%) i angina pectoris ili neko drugo oštećenje srčanog tkiva. U biti bilo kakvo oštećenje srčanog tkiva ili promjene u sastavu elektrolita srca mogu izazvati promjenu srčanog ritma. Hipertireoza, hipotireoza, hipoadrenalinizam, hiperkalijemija, hipokalijemija i drugi elektrolitski poremećaji pogodovat će aritmiji. Aritmiju može izazvati i anestezija, a 25% pacijenata koji uzimaju srčane glikozide imaju aritmije. Neki lijekovi, poput srčanih glikozida, simpatolitika ili parasimpatomimetika mogu promijeniti brzinu rada srca, bilo zbog izravnog učinka na srčano tkivo, bilo preko živčanog sustava. Također, brojni lijekovi mogu izazvati aritmije, a takve lijekovima izazvane aritmije mogu biti i za život opasne.
Aritmija može predstavljati gubitak normalne komunikacije između atrijskog provodnog sustava i ventrukula. Zbog činjenice da su atriji električki izolirani od ventrikula i povezani su samo AV spojem, atriji mogu ući u tahikardiju bez poremećaja rada ventrikula.
Često se upotrebljavaju pojmovi ventrikulske i supraventrikulske aritmije. Ventrikulske aritmije dolaze iz ventrikula, a supraventrikulske dolaze iz dijela srca iznad ventrikula, bilo iz atrija ili AV čvora.

## Atrijska fibrilacija
Atrijska fibrilacija najčešći je oblik aritmija. Javlja se kada negdje u atriju iz više izvora, ali ne iz SA čvora, dođe do odašiljanja impulsa koji uzrokuju nepravilan brz ritam, bez reda. Tada atriji ne mogu učinkoviti crpsti krv, pa prestaju biti pokretačka crpka za ventrikule. Djelotvornost ventrukula smanjuje se za 20-30%. Atrijska fibrilacija ne ugrožava život izravno - pacijenti mogu mjesecima, pa i godinama živjeti uz atrijsku fibrilaciju, iako je djelotvornost rada srca znatno smanjena. za razliku od sinusne tahikardije, ovdje se radi o kaotičnom odašiljanju impulsa u pretklijetkama, a na EKG-u nedostaju P valovi koji su na normalnom EKG-u prisutni, pa i u tzv. sinusnoj tahikardiji, što znači da impulsi dolaze iz SA (sinus-atrijskog čvora, za razliku od fibrilacije atrija. Razlozi zbog koje dolazi do fibrilacije atrija, dalje FA, su raznoliki, prije svega zbog egzogenih i endogenih faktora te morfoloških promjena na srcu. Prije svega do FA može doći zbog toksičnog djelovanja na srčani mišić npr. alkohola, nikotina, kofeina, stanja stresa, straha, nekih lijekova, hipertenzije pa posljedične hipertrofije lijevog ventrikula ili atrija, povišenih vrijednosti hormona štitnjače, koronarne bolesti,disfunkcije nabubrežne žlijezde (izlučivanje kateholamina)...jako je važno na vrijeme posjetiti kardiologa, kako bi se što prije došlo do konverzije u sinusni ritam, bilo medikamentozno ili u okorjelim slučajevima i elektrokardioverzijom. Ponekad,a obrada je vrlo bitna ne nađe se razlog FA te se tada naziva i alone fibrillation.

## Ventrikularna fibrilacija
U pitanju je najozbiljnija srčana aritmija, smrtno stanje. Ako se najhitnije ne prekine smrt je sigurna. Ona je gotovo uvijek smrtonosna. 
Najčešći uzrok jest akutni infarkt srca - nagle smrti zbog infarkta srca jesu rezultat upravo nastale ventrikularne fibrilacije. Osim toga, i strujni udar izmjeničnom strujom od 60 Hz može izazvati ventrukularnu fibrilaciju. 
U ovom stanju srčani impulsi nastaju u ventrikulima, skroz su nepravilni i kreću se nasumice. Oni najprije podraže jedan dio ventrikularnog mišića, zatim neki drugi, pa opet neki drugi, pa se vrate u dio srčanog mišića odakle su krenuli - taj se proces neprekidno ponavlja i nikada ne prestaje. U ventrikularnoj fibrilaciji mnogo malih dijelova ventrikularnog mišića se istodobno kontrahira, neusklađeno i nasumice, pa ventrikuli ne izbacuju krv ili je izbacuju tek djelomice. Zapravo, srce radi, ali je djelotvornost ravna nuli. Zbog toga dolazi do prestanka napajanja mozga, pa 4 do 5 sekundi od početka ventrikularne fibrilacije nastaje nesvjestica, a kroz nekoliko minuta slijedi smrt. 
Jedina metoda prekidanja ventrikularne fibrilacije jest puštanje vrlo jake električne struje kroz prsni koš - defibrilacija. To se vrlo često može vidjeti u TV serijama i filmovima: netko vikne "fibrilacija!" i odmah dolazi liječnik s dvije elektrode, daje unesrećenom elektrošok nakon čega srce proradi ili ne proradi. Smisao takvog elektrošoka jest taj da jaka struja od nekoliko tisuća volti u djeliću sekunde podraži sve dijelove srca istodobno, poslije čega oni postaju nepodražljivi i time se ventrikulska fibrilacija gasi. Svi impulsi prestaju, srce miruje 3 do 5 sekundi nakon čega počinje opet kucati, ali je ovaj put predvodnik SA-čvor.

## Atrioventrikularni blok
Atrioventrikularni blok (AV-bloka) jest pojava prevelikog usporavanja provođenja impulsa u AV-snopu, između atrija i ventrikula. Kod djelomičnog AV-bloka, neki impulsi prođu iz atrija u ventrikul, a neki ne. Tada se događa da atriji rade brže, a ventrikuli sporije. Ako se takvo stanje pogorša djelomični AV-blok prelazi u potpuni AV-blok pri čemu atriji mogu raditi i brzinom od 100 otkucaja u minuti, a ventrikuli rade svojom prirodnom brzinom od 40 otkucaja u minuti. Tada nema nikakve električne komunikacije između atrija i ventrikula. Tijekom takvog "bijega ventrikula" dolazi do nesvjestice pacijenta. AV-blok je karakterističan za srčani mišić na granici koronarne ishemije.

## Ekstrasistole
Ponekad može doći do prijevremene kontrakcije. To nazivamo ekstrasistola ili prijevremeni otkucaj. Nastaju zbog ektopičkih žarišta u srcu. Ektopičko žarište je područje srčanog mišićnog tkiva kod kojeg, obično zbog oštećenja tkiva, dolazi do spontanih izbijanja impulsa. Ono odašilje impulse brže od SA čvora i preuzima od SA čvora ulogu predvodnika srca. Može se pojaviti u atriju, ali se može pojaviti i u ventrikulima, pogotovo nakon infarkta srca. Uzroci ektopičkih žarišta su ishemijska bolest srca, ovapnjenje na različitim mjestima u srcu, lijekovi i otrovi poput nikotina ili kofeina, a mogu je izazvati i neispavanost, pa i emocionalna razdražljivost. Razlikujemo atrijsku i ventrikularnu prijevremenu kontrakciju.

## Paroksizmalna tahikardija
Određeni poremećaj može potaknuti brzo ritmično odašiljanje impulsa iz nekog dijela srčanog mišića. Ti impulsi se zatim šire po srcu i predvode njegovo kontrahiranje povećanom učestalošću. Ovakva nagla tahikardija koja se pojavljuje u obliku bljeska naziva se paroksizmalna tahikardija. Pri tome brzina rada srca može se podignuti i do 150 otkucaja u minuti. Ako dolazi iz atrija nazivamo je atrijskom paroksizmalnom tahikardijom, a ako dolazi iz ventrikula ventrikulskom paroksizmalnom tahikardijom. Ventrikulska je puno opasnija jer se ne pojavljuje ako nema težih oštećenja srca, a također, može prijeći u ventrikulsku fibrilaciju što je ozbiljno smrtno stanje.

## Wolf-Parkinson-Whiteov sindrom(WPW)
Naziva se još i sindrom preeksitacije. Viđa se u inače zdravih, mladih osoba koje dobivaju napad aritmije, poglavito supraventrikularne tahikardije ili fibrilacije atrija. Ovaj sindrom nastaje kada postoji dodatni, nenormalni put kojim impuls iz SA čvora mimo AV čvora ulazi u ventrikule i podražuje ih. Taj impuls koji ide nenormalnim putom stiže u ventrikul ranije nego normalno provedeni, pa dolazi do perioda aritmije. WPW se na EKG-u jasno prepoznaje po takozvanom "delta valu". Iako mnoge osobe koje imaju WPW mogu dobro podnositi ovaj poremećaj, WPW može ponekad prouzročiti nastajanje iznimno opasne ventrikularne fibrilacije i rezultirati naglom smrti. WPW se sve teže podnosi što pacijent ulazi u višu životnu dob.